# Johnston County (Oklahoma)
Johnston County ist ein County im Bundesstaat Oklahoma der Vereinigten Staaten. Der Verwaltungssitz (County Seat) ist Tishomingo. Das U.S. Census Bureau hat bei der Volkszählung 2020 eine Einwohnerzahl von 10.272 ermittelt.

## Geographie
Das County liegt im Süden von Oklahoma, ist etwa 30 km von Texas entfernt und hat eine Fläche von 1705 Quadratkilometern, wovon 36 Quadratkilometer Wasserfläche sind. Es grenzt im Uhrzeigersinn an folgende Countys: Pontotoc County, Coal County, Atoka County, Bryan County, Marshall County, Carter County und Murray County.

## Geschichte
Johnston County wurde am 16. Juli 1907 als Original-County aus Chickasaw-Land gebildet. Benannt wurde es nach Douglas H. Johnston, einem Gouverneur der Chickasaw.
Sechs Bauwerke und Stätten des Countys sind im National Register of Historic Places (NRHP) eingetragen (Stand 2. Juni 2018).

## Demografische Daten

Alterspyramide des Johnston County

Nach der Volkszählung im Jahr 2000 lebten im Johnston County 10.513 Menschen in 4.057 Haushalten und 2.900 Familien. Die Bevölkerungsdichte betrug 6 Einwohner pro Quadratkilometer. Ethnisch betrachtet setzte sich die Bevölkerung zusammen aus 76,09 Prozent Weißen, 1,66 Prozent Afroamerikanern, 15,32 Prozent amerikanischen Ureinwohnern, 0,27 Prozent Asiaten, 0,05 Prozent Bewohnern aus dem pazifischen Inselraum und 1,24 Prozent aus anderen ethnischen Gruppen; 5,38 Prozent stammten von zwei oder mehr Ethnien ab. 2,47 Prozent der Bevölkerung waren spanischer oder lateinamerikanischer Abstammung.
Von den 4.057 Haushalten hatten 31,3 Prozent Kinder unter 18 Jahre, die im Haushalt lebten. 56,6 Prozent waren verheiratete, zusammenlebende Paare, 10,7 Prozent waren allein erziehende Mütter. 28,5 Prozent waren keine Familien, 25,2 Prozent waren Singlehaushalte und in 12,2 Prozent der Haushalte lebten Menschen im Alter von 65 Jahren oder darüber. Die durchschnittliche Haushaltsgröße betrug 2,53 und die durchschnittliche Familiengröße betrug 3,02 Personen.
25,5 Prozent der Bevölkerung waren unter 18 Jahre alt, 9,7 Prozent zwischen 18 und 24, 25,0 Prozent zwischen 25 und 44, 24,3 Prozent zwischen 45 und 64 und 15,4 Prozent waren 65 Jahre oder älter. Das Durchschnittsalter betrug 38 Jahre. Auf 100 weibliche Personen kamen 96,8 männliche Personen. Auf 100 Frauen im Alter von 18 Jahren oder darüber kamen 94,1 Männer.
Das jährliche Durchschnittseinkommen eines Haushalts betrug 24.592 USD und das durchschnittliche Einkommen einer Familie betrug 30.292 USD. Männer hatten ein durchschnittliches Einkommen von 25.240 USD gegenüber den Frauen mit 19.868 USD. Das Prokopfeinkommen betrug 13.747 USD. 17,8 Prozent der Familien und 22,0 Prozent der Bevölkerung lebten unterhalb der Armutsgrenze.